# Naděžda Kuželná
Naděžda Vasiljevna Kuželná (rusky Надежда Васильевна Кужельная, * 6. listopadu 1962, Alexejevskoje, Tatarská ASSR, RSFSR, SSSR) byla původně inženýrkou společnosti RKK Eněrgija, od června 1994 se stala kosmonautkou, členkou oddílu kosmonautů RKK Eněrgija. Do vesmíru se nedostala, po deseti letech z oddílu odešla a stala se pilotkou Aeroflotu.

## Život

### Inženýrka
Naděžda Kuželná pochází z vesnice Alexejevskoje v tehdejší Tatarské ASSR. Po ukončení střední školy v Kryvém Rihu roku 1981 začala studovat na Dněpropetrovském inženýrně-stavebním institutu (Днепропетровском инженерно-строительном институте), současně létala v místním aeroklubu na větroních a později i akrobatických letadlech. Roku 1984 přešla do Moskevského leteckého institutu (Московский авиационный институт) a moskevského aeroklubu. Institut absolvovala roku 1988, v oboru dynamika letu a řízení, načež začala pracovat ve společnosti NPO Eněrgija.

### Kosmonautka
Přihlásila se do oddílu kosmonautů, prošla všemi koly výběru, 1. dubna 1994 ji Státní meziresortní komise vybrala mezi kosmonauty a 16. června 1994 byla zařazena do oddílu kosmonautů RKK Eněrgija. Absolvovala dvouletou všeobecnou kosmickou přípravu a 25. dubna 1996 získala kvalifikaci „zkušební kosmonaut“.
Zprvu byla zařazen mezi kosmonauty připravující se na lety na stanici Mir, v říjnu 1996 přešla do skupiny pro Mezinárodní vesmírnou stanici (ISS). V červenci 1997 byla jmenována palubní inženýrkou hlavní posádky 1. návštěvní expedice na ISS, velitelem posádky byl Talgat Musabajev. Od listopadu 1998 do dubna 1999 byla na mateřské dovolené. Vrátila se k přípravě, v červnu 2000 zaměnil Musabajeva v posádce Viktor Afanasjev. V prosinci 2000 však byly posádky znovu reorganizovány a na Kuželnou nezbylo místo. Až v květnu 2001 byla jmenována do záložní posádky 2. návštěvní expedice, která vzlétla k ISS v říjnu 2001.

### Pilotka
Další zařazení do posádky se ukázalo být v nedohlednu a proto 27. května 2004 po deseti letech odešla z oddílu kosmonautů Eněrgije. Stala se pilotkou Aeroflotu, létala na Tu-134, později na Airbusech A320.
Manžel plukovník Vladimir Georgijevič Morozov byl vojenským letcem, naposled náčelníkem letové služby Střediska přípravy kosmonautů, mají jednu dceru.